# Un meurtre est-il facile ?
Pour les articles homonymes, voir Un meurtre est-il facile ? (homonymie).
Un meurtre est-il facile ? (titre original : Murder is Easy [UK] ou Easy to Kill [USA]) est un roman policier d'Agatha Christie, publié en revue à la fin de l'année 1938 aux États-Unis, puis en volume en juin 1939 au Royaume-Uni. En France, il est publié en 1956. Le personnage récurrent du superintendant Battle fait une brève apparition sans pour autant prendre part à l'enquête.
Au cours d'un voyage en train, Luke Fitzwilliam est assis à côté de la vieille Miss Pinkerton. La vieille dame raconte à Luke des histoires de meurtres parfaits dans l'étrange village de Wychwood et lui dit qu'un certain Dr Humbelby va être le prochain à mourir. Le lendemain, Luke lit dans le journal que le docteur Humbelby est mort et que Mlle Pinkerton a été renversée à Londres près d'un commissariat de police. Luke décide de visiter le village, se faisant passer pour un écrivain à la recherche d'informations pour son prochain roman. Durant son séjour, plusieurs personnes décèderont.

## Personnages

### Personnages principaux
- Luke Fitzwilliam : policier à la retraite, venu enquêter à Whychwood-under-Ashe.
- Bridget Conway : 29 ans, secrétaire et fiancée de lord Whitfield, cousine de Jimmy Lorrimer.
- Honoria Waynflete : bibliothécaire bénévole, amie de Lavinia Pinkerton, fiancée de Gordon Ragg (futur Lord Whitfield) dans sa jeunesse.

### Victimes successives
- 1 - Lydia Horton, épouse du major Horton : officiellement décédée d'une gastrite.
- 2 - Harry Carter : patron du pub Seven Stars, alcoolique, tombé dans la rivière et mort noyé.
- 3 - Amy Gibbs : femme de chambre de miss Waynflete, empoisonnée en avalant « par erreur » de la teinture pour chapeaux au lieu d'un sirop contre la toux.
- 4 - Tommy Pierce : adolescent mal-aimé mort après une chute depuis une fenêtre de Wych Hall, la bibliothèque du village.
- 5 - Lavinia Pinkerton : écrasée par une automobile, en plein Londres, en se rendant à Scotland Yard.
- 6 - Dr John Edward Humbleby ; décédé d'une septicémie.
- 7 - Rivers : chauffeur de Lord Whitfield, renvoyé pour inconduite.

### Principaux suspects
- Lord Whitfield (Gordon Ragg) : entrepreneur de presse d'origine modeste, fiancé de Miss Waynflete dans sa jeunesse puis fiancé de Bridget Conway dans son âge mûr.
- Docteur Geoffrey Thomas : associé du docteur Humbleby, officieusement fiancé à Rose Humbleby.
- Major Horton : passionné de courses de chevaux.
- M. Abbott : avoué, passionné de courses de chevaux.
- M. Ellsworthy : antiquaire maniéré, organisateur de cérémonies « secrètes » au Pré aux Sorcières.

### Autres personnages
- Jimmy Lorrimer : ami de Luke Fitzwilliam
- Jessie Rose Humbleby : veuve du docteur Humbleby
- Rose Humbleby : fille du docteur Humbleby, officieusement fiancée au docteur Thomas
- Mme Anstruther : tante de Bridget Conway, férue de jardinage
- M. Jones : directeur de la banque
- Hetty Jones : jeune fille « gloussante », fille du directeur de la banque
- Alfred Wake : pasteur, féru de vestiges romains
- Mme Carter : veuve de Harry Carter
- Lucy Carter : fille Harry Carter, ayant fréquenté Mr Abbott
- Jim Harvey : fiancé d'Amy Gibbs, mécanicien au garage Pipwell
- Mme Church : tante d'Amy Gibbs
- Mme Pierce : mère de famille nombreuse, gérante d'une papeterie-tabac
- Superintendant Battle : commissaire de Scotland Yard
- Wonky Pooh : chat persan orange de Miss Pinkerton recueilli par Miss Waynflete, souffrant d'une infection aux oreilles
- Néron, Auguste et Nelly : bouledogues du major Horton

## Résumé

### Mise en place de l'intrigue
Chapitres 1 et 2 du roman.
Luke Fitzwilliam, policier britannique d'âge mûr prenant sa retraite après un dernier poste occupé en Extrême-Orient, se rend à Londres en train après avoir débarqué d'un navire. Lors d'un arrêt imprévu dans une gare, après avoir aperçu une affichette lui apprenant que contre toute attente, un cheval sur lequel il avait parié a gagné une course, il descend du train pour se procurer le journal, avant de s'apercevoir que l'arrêt n'était pas prévu dans l'itinéraire normal du train, et que celui-ci est reparti sans lui.
Il emprunte alors, pour rejoindre Londres, un train à vocation plus locale et s'installe dans le compartiment d'une vieille demoiselle, qui finit par lui raconter qu'elle soupçonne une série de meurtres, dans son village de Wychwood-under-Ashe, et qu'elle se rend à Scotland Yard pour y faire part de ses soupçons (chapitre 1er).
Parvenu à Londres, Luke Fitzwilliam oublie un temps l'existence de celle qu'il a prise pour une personne victime de son imagination, avant d'apprendre le lendemain, à la lecture de la presse, que la vieille demoiselle a été renversée par une automobile, sur Whitehall, non loin de Scotland Yard.
Déjà intrigué par la nouvelle du décès soudain de Miss Pinkerton, Luke Fitzwilliam voit son instinct de policier se réveiller lorsqu'il apprend, quelque temps plus tard, toujours dans la presse, la mort subite du docteur Humbleby, dont Mme Pinkerton lui avait parlé lors de leur conversation dans le train, et à propos duquel elle avait indiqué qu'elle éprouvait des craintes pour sa vie.
Jim Lorrimer, un ami londonien chez qui Luke Fitzwilliam séjourne depuis son retour en Angleterre, lui indique alors qu'une de ses cousines, Bridget Conway, réside justement à Wychwood-under-Ashe, village où vivaient Miss Pinkerton et le docteur Humbleby. Bridget Conway exerçant les fonctions de secrétaire de Lord Whitfield, un fils de cordonnier s'étant mué, à force de travail, en riche entrepreneur de presse, Jim Lorrimer suggère que Luke Fitzwilliam aille enquêter à demeure, en se faisant passer pour un érudit qui étudie les phénomènes et croyances de sorcellerie dans les campagnes anglaises (chapitre 2).

### L'enquête
Chapitres 3 à 20.
Luke se rend au village et, sous prétexte de rédiger un ouvrage sur les croyances populaires et la sorcellerie, va trouver gîte et couvert à Ashe Manor, chez Lord Gordon Whitfield, prétextant être un cousin de Bridget Conway, la fiancée de ce dernier (chapitre 3).
Il commence par rencontrer le révérend Wake (chapitre 4). Puis il contacte M. Abbot, un avocat qui avait licencié Tommy Pierce, lequel était décédé peu après, et une amie de Lavinia Pinkerton, Honoria Waynflete, une vieille demoiselle chargée de la bibliothèque municipale. Il fait la connaissance de M. Ellsworthy, un brocanteur qui lui paraît bizarre (chapitre 5).
Questionné par Bridget qui est étonnée de cette enquête, Luke lui révèle la vérité. Tous deux commentent les résultats de cette première journée passée ensemble ; Luke commence à éprouver des sentiments pour la jeune femme (chapitre 6).
Après avoir couché sur le papier les résultats de son enquête et posé des questions auxquelles il ne trouve aucune réponse, Luke va rencontrer le Dr Thomas, l'ancien associé du docteur Humbleby. Le défunt s'était opposé au désir de sa fille d'épouser le Dr Thomas. Luke prêche des idées qu'il n'a pas afin de guetter la réaction du médecin, mais sans y parvenir : le médecin reste neutre (chapitres 7 et 8).
Luke contacte ensuite l'épicière du village, Mme Pierce, mère de Tommy Pierce, mort le mois précédent (chapitre 9), puis Rose Humbleby, fille du Dr Humbleby ; Luke commence à éprouver des soupçons à l'égard de Bridget quand il apprend que Mme Pinkerton en avait émis à son sujet (chapitre 10).
Par la suite, Luke rencontre Jones, le directeur de la banque locale, puis Jim Harvey, le fiancé d'Amy Gibbs, enfin le major Horton, veuf depuis environ un an (chapitre 11).
Il profite d'une partie de tennis pour discuter avec Bridget et Rose Humbleby, puis rencontre de nouveau Mlle Waynflete en tête-à-tête (chapitres 12 et 13).
Au milieu de cette enquête, il semblerait que tous les décès successifs soient des accidents malheureux :
- Lydia Horton, après avoir été hospitalisée pour une gastrite, a vu son état de santé se détériorer progressivement ;
- Harry Carter, ivre, est tombé d'un pont ;
- Amy Gibbs est morte après avoir bu par mégarde de la teinture pour chapeau au lieu de sirop contre la toux ;
- Tommy Pierce est décédé en tombant de la bibliothèque municipale dont il lavait les fenêtres ;
- Humbleby est mort des suites d'une blessure infectée ;
- Lavinia Pinkerton a été malencontreusement renversée par une voiture.

Luke et Bridget ont alors une discussion, dont il résulte qu'ils sont très attirés l'un par l’autre. Luke lui propose de quitter Lord Whitfield et de vivre avec lui. Bridget n'est pas sûre de vouloir accepter.
Luke soupçonne Ellsworthy d'être le tueur : celui-ci paraît nettement névrosé. Ses soupçons se confirment lorsque, le surveillant et fouillant sa maison en son absence (trouvant notamment un document étrange, du sirop contre la toux et un portrait d'Amy Gibbs), il le voit revenir chez lui les mains pleines de sang ! Rentrant à Ashe Manor, il rencontre Bridget. Tous deux sortent, et Bridget lui annonce qu'elle a décidé de rompre ses fiançailles, de quitter Gordon et de venir vivre avec lui. Alors qu'ils sont près du portail d'entrée, ils découvrent Rivers, le chauffeur de Lord Whitfield, (qui après avoir utilisé la voiture de son patron pour se promener avec une jeune fille, avait été tancé vertement par Lord Whitfield et licencié), étendu raide mort, une pomme de pin en pierre lui ayant fracassé le crâne. Or en examinant le crâne, ils constatent la présence de sable dans les cheveux, signe que le jeune homme a été tué ailleurs et que son cadavre a été amené à cet endroit (chapitre 16).
Lorsque Luke va voir Lord Whitfield pour lui annoncer la décision de Bridget, celui-ci fait une étrange remarque selon laquelle la Providence divine veille sur lui et tue tous ceux qui contrarient ses volontés. Il égrène les noms des victimes, et fait remarquer à Luke que tous sont morts parce qu'ils s'étaient opposés, de près ou de loin, à lui. Il annonce à Luke que Bridget et lui devraient faire attention car un malheur pourrait s'abattre sur eux.
Quand Luke apprend que Mlle Waynflete avait rompu jadis ses fiançailles parce que Gordon avait tué sous ses yeux un petit oiseau pour l'impressionner et qu'il y avait pris du plaisir, ses doutes se font certitude : Gordon, profitant de sa situation sociale, est un malade mental qui tue en série. Mlle Waynflete confirme cette idée et lui révèle que c'était l'opinion de Lavinia Pinkerton.
Luke et Bridget décident malgré tout de faire face à Gordon et de rester au village ; ils acceptent la proposition de Mlle Waynflete de les héberger chez elle.

### Dénouement et révélations finales
Chapitres 21 à 23.
Tandis que Luke se rend au village pour prendre ses bagages et ceux de Bridget, celle-ci va chez Mlle Waynflete. La vieille fille lui offre du thé, que Bridget jette en catimini pendant qu'Honoria a le dos tourné. Puis, profitant du beau temps, les deux femmes vont faire un tour dans la campagne. On découvre alors que Mlle Waynflete a mis un somnifère dans la tasse de thé de Bridget, et qu'elle a prévu de la tuer. Depuis le début, c'est elle l'assassin en série. Elle avait été traumatisée dans sa jeunesse par la rupture des fiançailles par Lord Whitfield. Par la suite, le désir de se venger a surgi : elle a décidé de tuer plusieurs personnes du village ayant eu une altercation avec Lord Whitfield afin que les soupçons se portent sur lui et qu'il endosse des crimes qu'il n'avait pas commis. Commettre un meurtre est-il facile ? Pour elle, la réponse est positive, et ce fut d'autant plus facile que ses victimes ne s'attendaient pas à ces actes meurtriers et qu'elle n'avait aucun mobile officiel permettant qu'on la soupçonne. Lord Whitfield, imbu de lui-même et incité par elle à penser que ses ennemis étaient punis par Dieu, ne pouvait que propager les soupçons sur lui-même.
Elle avait donc rendu visite à plusieurs reprises à Lydia Horton, à qui Lord Whitfield avait envoyé du raisin et des pêches à l'hôpital, et avait empoisonné son thé ; elle avait tué sa femme de chambre Amy Gibbs en lui fournissant de la teinture à chapeau ; elle avait tué Carter en le poussant du pont le jour où il s'était opposé à Gordon ; il en avait été de même pour Tommy ; elle avait infecté le docteur Humbleby avec une paire de ciseaux contaminée par le pus du chat ; elle avait enfin tué Rivers.
Lavinia Pinkerton avait observé son amie Honoria et compris les agissements de son amie. Lorsque Lavinia s'était rendue à Londres, elle y était allée aussi et l'avait poussée sous les roues d'une automobile choisie au hasard. Le conducteur ne s'étant pas arrêté, elle avait donné à un témoin du drame le numéro de la plaque d'immatriculation de la voiture de Gordon, avant de s'éclipser.
Finalement, Mlle Waynflete a empoisonné le thé de Bridget, prévoyant de la tuer à coups de couteau : celui-ci, appartenant à Lord Whitfield et portant ses empreintes digitales, l'aurait accusé du meurtre de manière indubitable, d'autant plus que Luke était persuadé de sa culpabilité et qu'un appel téléphonique devait l'inciter à venir à proximité du lieu du meurtre.
Bridget, qui n'a pas consommé le thé, se défend soudainement et empêche la vieille demoiselle de l'assassiner : les deux femmes se battent, et Luke arrive à temps pour les séparer et mettre hors d'état de nuire la tueuse.
Dans le dernier paragraphe, Luke et Bridget décident de se marier.

## Éditions
- Première publication en revue, aux États-Unis, sous le titre Easy to Kill, en 7 épisodes, du 19 novembre au 31 décembre 1938, dans le vol. 211, nos 21 à 27 de l'hebdomadaire The Saturday Evening Post, avec des illustrations de Henry Raleigh.
- Première publication en revue, au Royaume-Uni, sous le titre Easy to Kill, en 23 épisodes (correspondant aux 23 chapitres du roman publié en volume), du jeudi 10 janvier au vendredi 3 février 1939, dans les colonnes du quotidien Daily Express, accompagnés d'une illustration signée Prescott.
- (en) Murder is Easy, Londres, Collins Crime Club, 5 juin 1939, 256 p., Première publication où le titre britannique du roman fait son apparition.
- (en) Easy to Kill, New York, Dodd, Mead and Company, septembre 1939, 248 p.
- Un meurtre est-il facile ?  (trad. Michel Le Houbie), Paris, Librairie des Champs-Élysées, coll. « Le Masque » (no 546), 1956, 255 p. (ISBN 978-2-7024-2484-1, BNF 31945477)
  - Librairie des Champs-Élysées, coll. « Club des Masques » (no 13), 1966, 253 p.  (ISBN 2-7024-0065-5)
  - Librairie générale française, coll. « Le Livre de poche » (no 6685), 1989, 252 p.  (ISBN 2-253-05132-2) (BNF 35050493)
- Un meurtre est-il facile ? (trad. Gérard de Chergé), dans : L'Intégrale : Agatha Christie  (préf. Jacques Baudou), t. 6 : Les années 1938-1940, Paris, Librairie des Champs-Élysées, coll. « Les Intégrales du Masque », 1993, 1182 p. (ISBN 2-7024-2239-X, BNF 35585904)

## Adaptations
- 1982 : Un meurtre est-il facile ? (Murder is Easy), téléfilm américain de Claude Whatham pour CBS. Le personnage du Superintendant Battle y est absent.
- 1993 : Un meurtre est-il facile ? (Murder is Easy), pièce de théâtre de Clive Exton.
- 2009 : Un meurtre est-il facile ? (Murder is Easy), téléfilm de la série télévisée britannique Miss Marple d'ITV (épisode 4.02), avec Benedict Cumberbatch dans le rôle de Luke Fitzwilliam et l'ajout du personnage de Miss Marple joué par Julia McKenzie. Le personnage du superintendant Battle y est absent.
- 2013 : Murder is Easy, feuilleton radiophonique de BBC Radio 4.
- 2015 : Un meurtre est-il facile ?, téléfilm de la série française Les Petits Meurtres d'Agatha Christie de France 2 (épisode 2.09). Le personnage du Superintendant Battle y est absent, remplacé par le trio formé du commissaire Laurence, de la journaliste Alice Avril et de la secrétaire Marlène Leroix, respectivement joués par Samuel Labarthe, Blandine Bellavoir et Élodie Frenck.